# Rango (Kayanza)
Rango es una comuna de la provincia de Kayanza en Burundi. En agosto de 2008 tenía una población censada de 77 868 habitantes.
Se encuentra ubicada al norte del país, al noreste del lago Tanganica y de la capital del país, Buyumbura, y cerca de la frontera con Ruanda. 